# How Mine FC
El How Mine FC es un equipo de fútbol de Zimbabue que juega en la Liga Premier de Zimbabue, la liga de fútbol más importante del país.

## Historia
Fue fundado en la ciudad de Bulawayo y es el equipo que representa a la mina del mismo nombre en la región, aunque como club deportivo se han mantenido a la sombra del equipo popular de la ciudad, el Highlanders FC. Su logro más importante ha sido ganar la Copa de Zimbabue en el 2013, temporada en la que debutaron en la Liga Premier de Zimbabue.
A nivel internacional ha participado en 1 torneo continental, en la Copa Confederación de la CAF 2014, en la cual fueron eliminados en la segunda ronda por el Bayelsa United de Nigeria.

## Palmarés
- Copa de Zimbabue: 1

2013

## Participación en competiciones de la CAF
| Temporada | Torneo                       | Ronda      | Club                | Casa | Visita | Global |
| --------- | ---------------------------- | ---------- | ------------------- | ---- | ------ | ------ |
| 2014      | Copa Confederación de la CAF | Preliminar | Chuoni FC           | 4-0  | 2-1    | 6-1    |
| 2014      | Copa Confederación de la CAF | 1          | St Michel United FC | 5-1  | 1-3    | 6-4    |
| 2014      | Copa Confederación de la CAF | 2          | Bayelsa United      | 2-1  | 0-2    | 2-3    |

## Jugadores

### Jugadores destacados
- Herbert Dick